# Eberhard Keienburg
Eberhard Keienburg (* 3. Juni 1936 in Leipzig; † 18. Mai 2021 in Berlin) war ein deutscher Bühnen- und Kostümbildner. Er war Gründungsvorsitzender des Deutschen Szenografenverbands/Bund der Szenografen.

## Leben und Wirken
Eberhard Keienburg verbrachte seine Kindheit in seiner Geburtsstadt Leipzig. Von 1954 bis 1961 absolvierte er ein Bühnenbildstudium an der Hochschule für Bildende Künste Dresden. Seine Professoren waren Erich Fraaß und Hans Reichard. Das Praktikumsjahr verbrachte er tagsüber im Malsaal der Staatstheater und abends als Beleuchtungsassistent im dortigen Großen Haus. Die erste ihm übertragene Aufgabe war im Oktober 1958 die Bühnenbildgestaltung zur Opera buffa Don Pasquale (Gaetano Donizetti) am Stadttheater Bautzen. Seine theoretische Staatsexamensarbeit beschäftigte sich mit zeitgenössischen Mozart-Inszenierungen, während seine praktische Aufgabe in der „Bühnenbild- und Kostümlösung“ für ein Bertolt-Brecht-Stück und eine Mozart-Oper bestand.
Sein erstes Engagement als Bühnenbildner, das von 1961 bis 1964 währte, führte ihn ans Hans Otto Theater nach Potsdam. Es folgten drei Jahre als Bühnen- und Kostümbildner am Städtischen Theater Leipzig. Hier arbeitete er auch für das sich an Kinder und Jugendliche wendende Theater der Jungen Welt. 1967 kehrte er ans Hans Otto Theater in der erweiterten Funktion als Ausstattungsleiter zurück. Helene Weigel verpflichtete ihn daraufhin ans Berliner Ensemble, wo er allerdings nur an drei Produktionen beteiligt war. 1980 gastierte er dann noch einmal für die Simplex-Deutsch-Inszenierung am „BE“. Die längste Verweildauer ergab sich an seiner letzten Berufsstation, dem Deutschen Theater in Berlin. Von 1974 bis 2001 wirkte er dort als 1. Bühnenbildner/Ausstattungsleiter.
Im Laufe seiner Karriere wurde er an viele Theater gerufen, um eine Kostprobe seines Könnens abzuliefern. Dieses war nicht immer unumstritten. Für die Aufführung des Federico-Garcia-Lorca-Stückes Bernarda Albas Haus 1980 am Deutschen Theater hatte er beispielsweise ein Holzpodest nach Vorbild der Arenabühne inmitten des Zuschauerraums gebaut, mit Steg in die Sitzreihen und eine Treppe hinauf in den ersten Rang. Darüber hinaus eine Tribüne auf der eigentlichen Theaterbühne für weitere Zuschauer. Was für die einen Kritiker „zweifellos interessant“ und „stets überschaubar“ war, empfanden andere als hinderlich und der Vorlage nicht angemessen.
Rund 25 eigene Regiearbeiten fanden im Rahmen der Evangelischen Kirche in verschiedenen ostdeutschen Städten vor und nach der Wende statt. Außerdem war Keienburg Lehrbeauftragter bei der Deutschen Staatsoper Unter den Linden, beim Fernsehen der DDR, an der Kunsthochschule Berlin-Weißensee, der Hochschule für Theater und Musik Leipzig, unterrichtete auch Theatertechnik-Studenten in Szenografie an der Beuth Hochschule für Technik Berlin im Wedding und gab Workshops unter anderem in Ulan Bator, Lima und Montevideo.
Als es 1990 die Sektion Szenografie des Verbandes Bildender Künstler der DDR nicht mehr gab, organisierte Keienburg die Neugründung seines Berufsverbandes und war bis 1992 deren Vorsitzender. Er musste einen regen Zulauf von Berufskollegen aus Ost und West bewältigen und wurde daher von der Berliner Zeitung als „Künstler und Manager“ tituliert. Die Bezeichnung des Verbandes lautet heute nach einer Umbenennung „Bund der Szenografen“.
Nach seiner Pensionierung 2001 übernahm er von 2003 bis 2004 die Vertretung des Ausstattungsleiters des Theaters Altenburg/Gera. Ansonsten war Eberhard Keienburg weiterhin sporadisch in seinem Metier aktiv, so zum Beispiel 2016 am Deutsch-Sorbischen Volkstheater Bautzen, das die Marionettenoper Philemon und Baucis mit seiner Unterstützung aufführte.

## Zitate
„Das Wahre auf der Bühne wiederzugeben, ist eine gute Sache, aber das Erfinden ist besser, viel besser. Dann kann ich der Gott einer erträumten Welt werden […].“

„Wenn alles gebaut, gemalt, genäht, geschminkt zum erstenmal  auf die Bühne kommt, prüft mein Gewissen: kann und darf ich erzählen über Wort und Musik hinaus? Was muß ich den Köpfen der Zuschauer überlassen?“

## Ausstattungen (Festanstellungen)

### Hans Otto Theater Potsdam (Auswahl)
- 1961: Die Spieldose (Robert Hanell)
- 1961: Wir sind doch keine Engel (Klára Fehér)
- 1962: Die Dreigroschenoper (Bertolt Brecht)
- 1962: Die Zaubergeige (Werner Egk)
- 1962: La Périchole (Jacques Offenbach)
- 1962: In Frisco ist der Teufel los (Guido Masanetz)
- 1962: Der verlorene Sohn (Bertolt Brecht)
- 1963: Volpone (Ben Jonson)
- 1964: Die Zauberflöte (Wolfgang Amadeus Mozart)
- 1964: Was ihr wollt (William Shakespeare)
- 1964: Biedermann und die Brandstifter (Max Frisch)
- 1967: Sturm (Wladimir Naumowitsch Bill-Bjelozerkowski)
- 1968: Die Komödie der Irrungen (William Shakespeare)
- 1968: Preußisches Märchen (Boris Blacher)
- 1968: Die Matrosen von Cattaro (Friedrich Wolf)
- 1968: Malwa (Paul Gatzig)
- 1969: Die Hochzeit des Figaro (Wolfgang Amadeus Mozart)
- 1969: Lagerfeuer (Klaus Wolf)
- 1969: Die heimliche Ehe (Domenico Cimarosa)
- 1970: Egmont (Johann Wolfgang von Goethe)
- 1970: Ein Freudenfeuer für den Bischof (Seán O’Casey)
- 1970: Der Freischütz (Carl Maria von Weber)
- 1971: Nachtasyl (Maxim Gorki)
- 1971: Mirandolina (Carlo Goldoni)

### Städtisches Theater Leipzig (Auswahl)
- 1964: Madame Pompadour (Leo Fall)
- 1964: Egon und das achte Weltwunder (Joachim Wohlgemuth)
- 1965: In Frisco ist der Teufel los (Guido Masanetz)
- 1965: La Bohème (Giacomo Puccini)
- 1965: Die Karlsschüler (Heinrich Laube)
- 1965: Mein Freund Bunbury (Gerd Natschinski)
- 1965: Kiss Me, Kate (Cole Porter)
- 1966: Mirandolina (Carlo Goldoni)
- 1966: Der gestiefelte Kater (Günter Kaltofen)
- 1966: Das Feuerwerk (Paul Burkhard)
- 1966: Don Pasquale (Gaetano Donizetti)
- 1966: Was ihr wollt (Musicalfassung: Klaus Fehmel, Klaus Deicke)
- 1967: Die Gondolieri oder Der König von Barataria (William Schwenck Gilbert, Arthur Sullivan)
- 1967: Die Tage der Commune (Bertolt Brecht)

### Berliner Ensemble
- 1973: Das Badener Lehrstück vom Einverständnis (Bertolt Brecht)
- 1973: Frau Warrens Gewerbe (George Bernard Shaw)
- 1973: Turandot oder Der Kongreß der Weißwäscher (Bertolt Brecht)

### Deutsches Theater Berlin (Auswahl)
- 1974: Kramkalender (Erwin Strittmatter/Bühnenfassung: Horst Schönemann, Armin Stolper)
- 1976: König Lear (William Shakespeare)
- 1977: Kinder der Sonne (Maxim Gorki)
- 1980: Senecas Tod (Peter Hacks)
- 1980: Bernarda Albas Haus (Federico Garcia Lorca)
- 1981: Weiße Ehe (Tadeusz Różewicz)
- 1982: Höllenfahrt des Doktor Faustus (Burkhart Seidemann, Peter Baumgart)
- 1985: Der Blaue Boll (Ernst Barlach)
- 1987: Ach, den Singenden narrte die Erde (Johannes Bobrowski)
- 1988: Ein Leben mit Troilus und Cressida oder Nachdenken über den Trojanischen Krieg (William Shakespeare)
- 1989: Die Festung (Werner Buhss)
- 1989: Der Theatermacher (Thomas Bernhard)
- 1991: Der kleine Prinz (Antoine de Saint-Exupéry)
- 1991: Die Minderleister (Peter Turrini)
- 1993: Manege frei für eine ältere Dame oder Wstawate, Lizzy, wstawate (Lothar Trolle)
- 1993: Der Eismann kommt (Eugene O’Neill)
- 1993: Der Pelikan (August Strindberg)
- 1997: Der rote Hahn (Gerhart Hauptmann)
- 2000: Der nackte Wahnsinn (Michael Frayn)

## Gastausstattungen
Keienburg war auch an vielen verschiedenen Theatern in folgenden Städten als Gastausstatter tätig: Altenburg, Antwerpen, Bautzen, Berlin, Braunschweig, Chemnitz, Dresden, Erfurt, Esslingen, Frankfurt/Oder, Freiberg, Gera, Greifswald, Hamburg, Heilbronn, Leipzig, Lima, Magdeburg, Schwedt, Schwerin, Sofia, Wiesbaden.

## Ausstellungen (unvollständig)
- 1982/1983 und 1987/1988: IX. und X. Kunstausstellung der DDR, Dresden

- 1990: Bühnenbildner aus der DDR, Kunstforum der Grundkredit-Bank, Berlin

- 2001: Zeit. Raum. Spiel. Eberhard Keienburg: 40 Jahre Arbeit für die Bühne. Foyers der Kammerspiele, Deutsches Theater und Kammerspiele, Berlin.
- 2005: Raum. Mensch. Sinn. Eberhard Keienburg: Arbeiten für Theater. Hochschule Zittau/Görlitz (FH), Zittau.
- 2007: Theater. Welten. Eberhard Keienburg. Bühnenbilder, Kostüme. GAB – Gesundheitszentrum am Alten Bahnhof, Braunschweig.
- 2007: Theater, Theater! Eberhard Keienburg: Bühnenbilder und Kostüme. Verein Kunst bei Gericht Dresden e.V., Ständehaus, Dresden.
- Neben weiteren in Deutschland, Ausstellungsorte im Ausland: Prag, Budapest, Bukarest, Moskau, Paris, Santiago de Chile, Sydney u. a.[3]